# 圣沙蒙坦克
圣沙蒙坦克（法語：Saint-Chamond，發音：[sɛ̃ ʃamɔ̃] ⓘ）是法国在第一次世界大战研制的第二种坦克，从1917年4月至1918年7月制造了400辆。虽然不是现今定义的坦克，但一般来说在早期坦克发展中起到了重要作用，圣沙蒙的缺点是设计动力不足。